# Level E
Level E (レベルE, Reberu E) est un manga de Yoshihiro Togashi. Il a été initialement publié entre 1995 et 1997, après la fin de Yū Yū Hakusho, dans le magazine Weekly Shōnen Jump et comporte seize chapitres regroupés en trois volumes. La version française est éditée par Kazé depuis septembre 2012.
Bien que la série soit courte, elle est très appréciée des fans de l’auteur, par le nombre d’idées développées et l’équilibre entre les gags et les scènes sérieuses. Le « E » du titre provient d'une erreur de l’auteur qui pensait que le mot « alien » (« extraterrestre » en anglais) commençait par cette lettre. Sur Terre, l’histoire se déroule dans la préfecture de Yamagata, dont l’auteur est originaire.
Une adaptation en série télévisée d'animation produite par les studios Pierrot et David Production a été diffusée entre janvier et avril 2011 sur TV Tokyo.

## Synopsis
À l’insu des Terriens, de nombreux extraterrestres vivent sur Terre. Généralement belliqueux, ils font tout, pour diverses raisons selon leur planète d’origine, pour ne pas impliquer les Terriens dans leurs histoires.
Le prince Baka (« idiot » en japonais) Ki Eru Dogula de la planète Dogura est l’un de ces extraterrestres. De caractère très égoïste, il n’aime rien plus que de voir le visage d’une personne en difficulté ou la souffrance morale des gens, y compris des Terriens. Véritable génie, il s’ennuie profondément, et cherche toujours des moyens de se distraire, quitte à impliquer des innocents dans des plans selon lui géniaux.

## Manga
La série a été écrite et dessinée par Yoshihiro Togashi entre 1995 et 1997 dans le magazine Weekly Shōnen Jump édité par Shueisha. L’auteur a voulu, comme expérience, écrire ce manga sans faire appel à ses assistants. Conséquence, il n’a été publié qu’à raison d’un chapitre par mois. Une édition en deux tomes au format bunko a vu le jour en 2010,.
La version française est éditée par Kazé depuis septembre 2012.

### Liste des volumes et chapitres
| no | Japonais       | Japonais      | Français          | Français          |
| no | Date de sortie | ISBN          | Date de sortie    | ISBN              |
| --- | -------------- | ------------- | ----------------- | ----------------- |
| 1 | 4 mars 1996    | 4-08-872071-7 | 12 septembre 2012 | 978-2-82030-481-0 |
| Liste des chapitres : - File N°001 : An Alien on the Planet - File N°002 : Run After the Man! - File N°003 : Risky Game! - File N°004 : From the Darkness - File N°005 : Crime of Nature...!                |                |               |                   |                   |
| 2 | 3 octobre 1996 | 4-08-872072-5 | 14 novembre 2012  | 978-2-82030-535-0 |
| Liste des chapitres : - File N°006 : Go! Go! Color Rangers!! - File N°007 : Dancing in the Trap - File N°008 : The Crying Game - File N°009 : Game Over...!? - File N°010 : You're My Darling!              |                |               |                   |                   |
| 3 | 1 mai 1997     | 4-08-872073-3 | 16 janvier 2013   | 978-2-82030-577-0 |
| Liste des chapitres : - File N°011 : Love Me Tender - File N°012 : Field of Dreams - File N°013 : Escape From!! - File N°014 : Boy Meets Girl - File N°015 : Full Moon...! - Final File (?) : Honeymoon...! |                |               |                   |                   |

### Résumé par chapitres

#### Chapitres 1 à 3
Yukitaka Tsutsui (筒井 雪隆, Tsutsui Yukitaka), étudiant, emménage dans son appartement pour y découvrir un étrange individu, amnésique, qui se prétend extraterrestre et va lui causer de nombreux soucis.

#### Chapitres 4 et 5
Au cours d’un voyage scolaire, quatre vauriens voient par hasard un de leurs camarades de classe se faire dévorer par un monstre. Se demandant s’ils ne sont pas les victimes suivantes, ils décident de se mettre à enquêter sur cette affaire. Lorsque l’un d’eux disparaît à son tour, une de leurs connaissances leur donne l’adresse d’une mystérieuse clinique.

#### Chapitres 6 à 9
Pour se distraire, le prince Baka capture cinq collégiens et fait d’eux un groupe de héros capable de se transformer, chacun étant associé à une couleur primaire. Puis il les transporte sur une lointaine planète, qu’il a aménagée comme un véritable jeu de rôle.

#### Chapitres 10 et 11
Une princesse de la famille Makubaku a décidé de venir sur Terre trouver un partenaire pour se reproduire. Seul inconvénient, cela signifie que la Terre va être anéantie d’ici quelques générations. Pour contrer cela, Kurafuto et ses soldats vont devenir ses gardes du corps et tout faire pour empêcher une rencontre fatale.

#### Chapitres 11, 12 et 13
L’équipe de baseball de Yukitaka n’a plus qu’un match à gagner pour pouvoir jouer au stade kōshien. Dans le bus qui les conduit vers ce match décisif se produisent des événements paranormaux. Soudainement le bus arrive dans un kōshien déserté, qui ressemble étrangement au stade habituel de l’équipe.

## Anime
L'adaptation en série télévisée d'animation a été annoncée en octobre 2010 lors du Jump Super Anime Tour 2010. Elle est produite par les studios Pierrot et David Production et a été diffusée du 11 janvier au 5 avril 2011. Hors du Japon, la série est diffusée en streaming sur Crunchyroll.

### Liste des épisodes
| Épisode | Titre                    | Date de 1re diffusion |
| ------- | ------------------------ | --------------------- |
| 1       | An Alien on the Planet   | 11 janvier 2011       |
| 2       | Run After the Man        | 18 janvier 2011       |
| 3       | Risky Game!              | 25 janvier 2011       |
| 4       | From the Darkness        | 1er février 2011      |
| 5       | Here Come Color Ranger!! | 8 février 2011        |
| 6       | Dancing in the Trap!!    | 15 février 2011       |
| 7       | Game Over...!?           | 22 février 2011       |
| 8       | You're My Darling!       | 1er mars 2011         |
| 9       | Love Me Tender           | 8 mars 2011           |
| 10      | Boy Meets Girl           | 15 mars 2011          |
| 11      | Field of Dreams!         | 22 mars 2011          |
| 12      | Half Moon…!              | 29 mars 2011          |
| 13      | Full moon…!              | 5 avril 2011          |